# Lucro Brasil
A expressão Lucro Brasil é um termo cunhado pelo jornalista Joel Leite em junho de 2011 que se refere às altas taxas de lucro que as montadoras de veículos ganham no Brasil. Desde então, a imprensa entrou na discussão sobre o alto preço dos carros vendidos no Brasil, destacando que; ao contrário do imaginário popular, não eram os impostos que encareciam o carro brasileiro, mas os lucros das montadoras é que são os responsáveis pelo brasileiro pagar por um dos carros mais caros do mundo.